# 소설가 구보의 하루
《소설가 구보의 하루》는 2021년에 개봉한 대한민국의 영화이다.

## 캐스팅
- 박종환 : 구보 역
- 김새벽 : 지유 역
- 기주봉 : 서 대표 역
- 문창길 : 동 교수 역
- 류제승 : 이몽 역
- 김경익 : 기영 역
- 정민결 : 수연 역